# Корнель Мундруцо
Корнель Мундруцо (угор. Mundruczó Kornél; *3 квітня 1975, Ґеделле, Угорщина) — угорський актор та режисер театру і кіно.

## Біографія
Закінчив Вищу школу театру і кіно в Будапешті (1998). Як актор грав в п'єсах Шекспіра, Гоголя, Островського, Фейдо, Гауптмана, Караджале, Хорвата, Жене, Дюрренматта, Ружевича, знімався в телесеріалах, у фільмах Міклоша Янчо, Ференца Терека. Починаючи з 1998 поставив кілька короткометражних стрічок, показаних та відзначених на міжнародних кінофестивалях. З повнометражним художнім фільмом дебютував в 2000. Ставив на сценах Німеччини, Австрії, Бельгії, Швейцарії, Польщі Перстень Нібелунга Вагнера, Калігулу Камю.

## Фільмографія

### Режисер
- 2000 — Хочу цього і більше нічого / Nincsen nekem vágyam semmi
- 2002 — Щасливі дні / Szép napok (премія Європейської кіноакадемії «Відкриття року», Золотий півник Фестивалю європейського кіно в Брюсселі, Срібний леопард МКФ в Локарно, Головна премія Софійського МКФ)
- 2005 — Йоханна / Johanna (почесне згадка на Фестивалі молодого східноєвропейського кіно в Котбусі)
- 2005 — Lost and Found (колективний проект)
- 2008 — Дельта / Delta (Головна премія Тижня угорського кіно, премія FIPRESCI Каннського МКФ, премія Дон Кіхот на Фестивалі молодого східноєвропейського кіно в Котбусі)
- 2010 — Люблячий син — проект Франкенштейна / Szelíd teremtés — A Frankenstein-terv (номінація на Золоту пальмову гілку)
- 2014 — Білий Бог / Fehér isten (Головна премія конкурсної програми «Особливий погляд» 67-го Каннського МКФ)
- 2017 — Місяць Юпітера / Jupiter holdja (номінація на Золоту пальмову гілку)
- 2020 — Фрагменти жінки / Pieces of a Woman
- 2023 — Переповнена кімната / The Crowded Room

### Актор
| Рік  |   | Українська назва | Оригінальна назва | Роль              |
| ---- | - | ---------------- | ----------------- | ----------------- |
| 2012 | ф | Білий Бог        | Fehér isten       | власник ресторану |

## Визнання
- Премія Бели Балажа (2003).